# Секстонвил (Висконсин)
Секстонвил (енгл. Sextonville) насељено је место без административног статуса у америчкој савезној држави Висконсин.

## Демографија
По попису из 2010. године број становника је 551.
| Група             | 2000.    | 2010.       |
| Белци             | 0 (0,0%) | 511 (92,7%) |
| Афроамериканци    | 0 (0,0%) | 1 (0,2%)    |
| Азијати           | 0 (0,0%) | 4 (0,7%)    |
| Хиспаноамериканци | 0 (0,0%) | 20 (3,6%)   |
| Укупно            | 0        | 551         |